# Copa Integración
La Copa Integración (en portugués: Copa Integração) fue una competición amistosa de fútbol que se llevaba a cabo en la Región Nordeste de Brasil. Su objetivo era preparar a los clubes para las competencias estatales del próximo año.

## Participantes 2008
| Equipos participantes | Equipos participantes | Equipos participantes | Equipos participantes |
| --------------------- | --------------------- | --------------------- | --------------------- |
| Crato                 | Guarani de Juazeiro   | Icasa                 | Picos                 |

## Palmarés
| Año  | Campeón             |
| ---- | ------------------- |
| 2005 | Salgueiro           |
| 2006 | Guarani de Juazeiro |
| 2007 | Icasa               |
| 2008 | Icasa               |
| 2009 | Icasa               |

## Títulos por club
| Club                | Títulos | Años campeón     |
| ------------------- | ------- | ---------------- |
| Icasa               | 3       | 2007, 2008, 2009 |
| Guarani de Juazeiro | 1       | 2006             |
| Salgueiro           | 1       | 2005             |

## Títulos por estado
| Club       | Títulos | Años campeón           |
| ---------- | ------- | ---------------------- |
| Ceará      | 4       | 2006, 2007, 2008, 2009 |
| Pernambuco | 1       | 2005                   |